# Marlin (Waddeweitz)
Marlin ist ein Ortsteil der Gemeinde Waddeweitz im niedersächsischen Landkreis Lüchow-Dannenberg.
Das Rundlingsdorf liegt drei Kilometer östlich von Waddeweitz und nördlich der B 493.

## Geschichte
Für das Jahr 1848 wird angegeben, dass Marlin 17 Wohngebäude hatte, in denen 92 Einwohner lebten. Zu der Zeit war der Ort nach Zebelin eingepfarrt, wo sich auch die Schule befand.
Am 1. Dezember 1910 hatte Marlin 80 Einwohner und war eine eigenständige Gemeinde im Kreis Lüchow.